# Шишкове
Ши́шкове — село в Україні, у Луганській міській громаді Луганського району Луганської області. Населення становить 267 осіб.

## Новітня історія

### Війна на сході України
У 2014 році біля селища точилися бойові дії. 30 липня тут підірвалася на фугасі вантажівка 1-ї танкової бригади. 5 вересня тут були страчені бійці 1-ї танкової бригади та 3-го батальйону територіальної оборони «Воля», що потрапили до полону.